# Manifattura di Signa
La Manifattura di Signa è uno storico laboratorio di ceramica di terrecotte. Fu creata nel 1895 per volontà di Camillo Bondi.

## Storia
" All'inizio del Novecento Signa era ancora tra i maggiori centri industriali della paglia.
A quell'industria, che aveva fatto conoscere il nome del paese oltre i confini nazionali, si era aggiunta un'altra attività che, dall'ultimo lustro del XIX secolo e in uno stretto giro di anni, ne avrebbe rilanciato il nome sui mercati europei ed americani: l'industria delle terrecotte artistiche “Manifattura di Signa”, fondata a Signa (Firenze), nel 1895 da Camillo Bondi, nei locali della fabbrica "Fornaci di Signa" di proprietà del fratello Angelo.
A quel tempo, il gusto per il falso antico continuava a sedurre con tutto il suo fascino, e nella ceramica l'interesse per la tradizione aveva spinto le più importanti manifatture italiane a rivisitare forme e decori rinascimentali, raggiungendo con un'alta perizia artigianale gli antichi virtuosismi dell'istoriato e delle grottesche.
Se quelle produzioni interpretavano l'antico con eclettismo tipico dell'Ottocento, la Manifattura di Signa si prefiggeva invece la perfetta somiglianza del vero, sia attraverso le forme calcate quando possibile sull'originale, sia per mezzo di patine simulanti quelle dei marmi e dei bronzi e perfino i guasti del tempo, al fine di ottenere appunto la parvenza del pezzo autentico, sia a livello visivo come al senso tattile e, in certi bronzi, anche sonoro.
Con tale spirito prenderanno forma dalla mota dell'Arno riproduzioni di capolavori scultorei e decorativi d'ogni tempo: dalla statuaria etrusca a quella greca, dalla romana alla rinascimentale, dai vasi moreschi fino alle coeve creazioni liberty.
Il successo che ne derivò testimoniato da numerosi premi espositivi come la medaglia all'Expo Universale di Parigi del 1900, ove espose numerose terrecotte plastiche, adatte a decorare gli esterni, dalla particolare patinatura che ne rendeva migliore l'aspetto e maggiore la resistenza agli agenti atmosferici, ampliò ben presto il numero delle occupazioni e la specializzazione di giovani artisti coadiuvati dall'esperienza di scultori d'ottima fama, chiamati a Signa per nuove ideazioni dai fratelli Bondi, i geniali fondatori e conduttori della Manifattura, provenienti da una famiglia dell'alta borghesia ebraica livornese e vicini all'ambiente intellettuale e antipositivista della rivista fiorentina de “Il Marzocco”.
Con la nuova industria si generò così nelle Signe un'informale scuola di giovani maestranze che, pur sprovviste di regolare istruzione, crescendo sotto l'esperienza degli scultori e a contatto con i più sublimi modelli della classicità universale, vero e proprio concentrato dei musei del mondo, furono naturalmente stimolati ed educati al bello e alle proporzioni delle forme, tanto da divenire raffinati artigiani, plastificatori, scultori,in grado di dare vita ad altre consimili manifatture."
FONTE: Marco Moretti, Bruno Catarzi scultore, 1903-1996, Edizioni Masso delle Fate, Signa 2005.

## Artisti
Sono molti gli artisti che hanno collaborato con la Manifattura di Signa: Oreste Calzolari, Giovanni Prini, Giulio Cantalamessa, Adolf von Hildebrand, Raffaello Romanelli, Giuseppe Santelli, Renato Bertelli, Giovan Battista Casanova, Bruno Catarzi, Italo Griselli.